# Andski galeb
Andski galeb (latinski: Chroicocephalus serranus), vrsta je galeba iz porodice Laridae. Kao što je slučaj s mnogim vrstama galebova, tradicijski se svrstava u rod Larus.
Živi u Andama, u planinskim područjima Argentine, Bolivije, Čilea, Kolumbije, Ekvadora i Perua. Za razliku od velike većine drugih vrsta galebova, razmnožava u unutrašnjosti planinskih područja. Može se naći na oko rijeka, slatkovodnih jezera, slanih močvara i pašnjaka.

## Opis
Andski galeb je dug 45 – 48 cm, što je dosta veliko naspram crnoglavom galebu, a andski je galeb najveći galeb s takvim perjem u Americi. Najveća je vrsta u rodu Chroicocephalus. Ima tamnu kapuljaču, blijedo siva leđa i crni i bijeli uzorak na primarnom perju.

## Rasprostranjenost i stanište
Andski galeb može se pronaći u Čileu, Peruu, Argentini, Boliviji, Ekvadoru i Kolumbiji, gdje se razmnožava u planinskim područjima, obično na nadmorskoj visini od preko 3000 metara. U područjima s oštrim zimama zimi seli na niže nadmorske visine, ponekad čak do obale. Jata ovih galebova uobičajena su na obali u južnom Peruu i sjevernom Čileu, ali tek treba utvrditi gdje se ove ptice razmnožavaju. U močvarama Altiplana je stalni stanovnik, a razmnožava se na 4000 metara n/m, dok se u južnoj Argentini može razmnožavati i na manjim nadmorskim visinama, iznad 2000 metara, u sličnim staništima kao i ptice sjevernije. Andski galeb gnijezdi se u malim raštrkanim kolonijama, ponekad čak i kao pojedinačni parovi, u malim, izoliranim jezercima. Neobično za galeba ove veličine, postaje spolno zreo u dobi od dvije godine, a ne tri.
Hrani se raznim predmetima plijena, uključujući kukce i crve ulovljene na poljima i travnjacima. 

## Galerija slika
- Nerasplodno perje, Peru
- Rasplodno perje
- Galebovi u sjevernoj Boliviji

## Vanjske poveznice
|  | Zajednički poslužitelj ima stranicu o temi Chroicocephalus serranus    |
|  | Zajednički poslužitelj ima još gradiva o temi Chroicocephalus serranus |
|  | Wikivrste imaju podatke o taksonu Chroicocephalus serranus             |